# Skive (plaats)
Skive is een plaats in de Deense regio Midden-Jutland en hoofdplaats van de gemeente Skive. De plaats telt 20.505 inwoners (2014).
Skive ligt op het schiereiland Salling, dat deel uitmaakt van de gemeente Skive. De plaats beschikt over een treinstation, station Skive.
In de plaats zijn diverse musea te vinden, zoals het Skive Kunstmuseum. Sinds 2006 zijn op elf rotondes in de stad kunstwerken geplaatst, die samen De elf sterren van Skive worden genoemd.

## Geboren
- Rasmus Würtz (1983), voetballer
- Line Haugsted (1994), handbalster

- Gemeinsame Normdatei: 4239741-8
- Library of Congress Control Number: n85083697
- MusicBrainz: 297662ab-216a-4982-9648-5b6467a68c8c
- Nationale Bibliotheek van Tsjechië: ge668194
- Nationale Bibliotheek van Israël: 987007559924405171
- Virtual International Authority File: 139617073
- WorldCat: E39PBJckVhdrdPVQ7V6YjVtVG3